# Nicola Fabrizi (cacciatorpediniere)
Il Nicola Fabrizi è stato un cacciatorpediniere della Regia Marina.

## Storia
Il 3 novembre 1918 il Fabrizi salpò da Venezia insieme ai cacciatorpediniere Audace, Missori e La Masa (cui poi si aggiunsero le torpediniere Climene e Procione, partite da Cortellazzo) e fece rotta per Trieste, dove la formazione giunse alle 16.10 sbarcando 200 carabinieri ed il generale Carlo Petitti di Roreto, che, tra la folla acclamante, proclamò l'annessione della città all'Italia.
Nel 1929 l'unità fu declassata a torpediniera.
Il 10 giugno 1940, data dell'ingresso dell'Italia nella seconda guerra mondiale, la Fabrizi faceva parte della VII Squadriglia Cacciatorpediniere di base a Brindisi, che formava insieme alle gemelle Medici, Bassini e Cosenz.
Durante il secondo conflitto mondiale la nave operò principalmente in missioni di scorta in mare Adriatico.
Assegnata alle «Forze Speciali» destinate ad un previsto sbarco a Corfù, salpò il 31 ottobre 1940 insieme al resto di tale forza (i vecchi cacciatorpediniere Mirabello e Riboty, i vecchi incrociatori leggeri Bari e Taranto, le anziane torpediniere Curtatone, Monzambano, Castelfidardo e Calatafimi, Confienza, Solferino, Prestinari, Medici, Cantore, Stocco, gli incrociatori ausiliari Ramb III, Capitano Cecchi, Lago Tana e Lago Zuai, 4 MAS della XIII Flottiglia e tre navi cisterna classe Sesia), ma l'indomani l'operazione fu annullata e le navi sbarcarono le truppe a Valona.
Alle 22:30 dell'11 novembre 1940 la Fabrizi, al comando del tenente di vascello di complemento Giovanni Barbini, lasciò Valona per scortare in Italia, insieme all'incrociatore ausiliario RAMB III, un convoglio di 4 mercantili (piroscafi merci Premuda, Capo Vado, Antonio Locatelli, motonave passeggeri Catalani). Il convoglio, che procedeva ad 8 nodi, fu avvistato all'1:15 dalla 7ª Divisione incrociatori britannica (incrociatori leggeri Orion, Ajax e Sydney e cacciatorpediniere Nubian e Mohawk), inviata nel canale d'Otranto per attaccare convogli italiani come azione diversiva e complementare al contemporaneo attacco aerosilurante alla base di Taranto, nello stesso momento anche le navi italiane avvistarono quelle inglesi, ma la disparità di forze era enorme. Avvenne quindi la battaglia del Canale d'Otranto: verso l'1:25 le navi britanniche aprirono il fuoco ed in breve tutti e quattro i trasporti furono affondati od incendiati. Mentre il RAMB III, dopo aver sparato 17 colpi, si allontanava per evitare la distruzione, la Fabrizi si portò decisamente al contrattacco, venendo ripetutamente colpita, soprattutto dall’Orion; nonostante i danni, si portò a breve distanza per cercare di lanciare i propri siluri, ma gli apparati per il lancio dei siluri si rivelarono inutilizzabili per i colpi ricevuti. Nonostante ciò il comandante Barbini – frattanto gravemente ferito ad una gamba – decise di continuare l'attacco ed aprì il fuoco con i cannoni da 102 mm per tentare di distrarre le navi britanniche; in un estremo tentativo di distogliere le unità nemiche dall'attacco al convoglio, giunse a portare la propria nave verso i campi minati difensivi situati a ridosso della costa albanese, tentando di farsi inseguire dalle navi inglesi, portandole in tal modo a saltare sulle mine. Tuttavia la 7ª Divisione, avendo ormai completato, all'1:53, l'annientamento del convoglio, non badò alla nave italiana, e si allontanò a tutta velocità. Alla malconcia torpediniera, pesantemente danneggiata ed incendiata, non rimase che rientrare a Valona. Nel combattimento erano rimasti uccisi 11 uomini dell'equipaggio della Fabrizi, mentre altri 17 erano stati feriti gravemente. Al comandante Barbini, che aveva rifiutato di essere medicato fino al termine del combattimento, ed aveva mantenuto il comando della torpediniera sino all'attracco in porto, fu conferita la Medaglia d'oro al valor militare.
Per quanto gravemente danneggiata, la nave poté essere riparata.
Dopo il 1940 l'unità fu sottoposta a lavori di modifica che videro la rimozione di due cannoni da 102 mm, la sostituzione dei pezzi da 76 mm con 6 mitragliere da 20 mm e l'eliminazione di due tubi lanciasiluri da 450 mm.
Il 7 settembre 1941 scortò da Napoli a Messina i mercantili Spezia e Livorno.
Il 21 settembre 1943, in seguito alla proclamazione dell'armistizio, la Fabrizi e la gemella Carini si consegnarono agli Alleati a Malta. Il 5 ottobre le due vetuste unità, insieme alle ben più moderne torpediniere Aliseo, Animoso, Ardimentoso, Fortunale ed Indomito, lasciarono l'isola e rientrarono in Italia.
La Fabrizi continuò a prestare servizio, in missioni di scorta od anche di altro tipo nelle acque dell'Italia meridionale, anche durante la cobelligeranza (1943-1945).
Nel 1953 l'ormai vecchia e logorata Fabrizi venne declassata a dragamine e ricevette la sigla identificativa M 5333.
Radiata nel 1957, fu demolita.